# Catocala sappho
Catocala sappho (tên tiếng Anh: Sappho Underwing) là một loài bướm đêm thuộc họ Erebidae. Nó được tìm thấy ở Virginia và Tennessee phía nam đến Florida và phía tây đến Louisiana, Mississippi, Texas, Missouri và Illinois.
Sải cánh dài 62–75 mm. Con trưởng thành bay từ tháng 5 đến tháng 7 và tháng 9 đến tháng 10 in highland areas.
Ấu trùng ăn các loài Carya.